# Bildung trifft Entwicklung
Bildung trifft Entwicklung, kurz BtE, ist ein Bildungsprogramm des Globalen Lernens. BtE engagiert sich deutschlandweit für ein Lernen, das globale Zusammenhänge in den Lebenswelten der Lernenden erfahrbar macht. Die Angebote von BtE richten sich an verschiedene schulische und außerschulische Zielgruppen jeden Alters. Das Programm wird von einem Konsortium aus insgesamt 10 Trägern in ganz Deutschland durchgeführt. Die Bundeskoordination liegt bei Engagement Global gGmbH in Bonn.

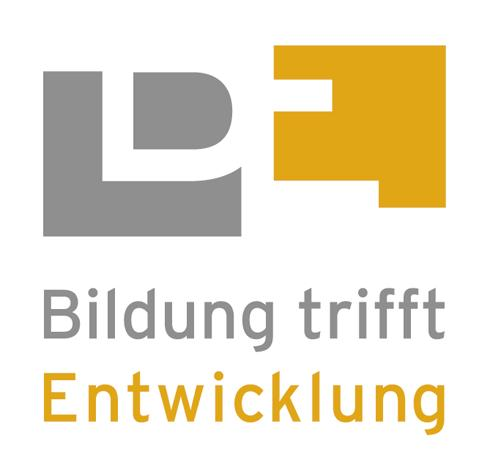
Logo des Programms

## Zielsetzungen des Programms
Das Ziel der Arbeit von Bildung trifft Entwicklung ist die Stärkung einer verantwortungsbewussten Zivilgesellschaft, die aktiv zu einer nachhaltigen Gestaltung der Globalisierung beiträgt. Den Rahmen für die inhaltliche Ausrichtung bilden unter anderem die 17 Ziele für nachhaltige Entwicklung der UN sowie die Agenda 2030. Im Rahmen von Bildungsveranstaltungen und Workshops vermitteln BtE-Referenten Fachwissen und Hintergrundinformationen zu Themen der internationalen Zusammenarbeit, nachhaltigen Entwicklung und der interkulturellen Sensibilisierung.

## Struktur

### Programmlinien

#### Bildung trifft Entwicklung
BtE vermittelt und qualifiziert Bildungsreferenten für die entwicklungspolitische Bildungsarbeit. Die Themen und Methoden der Veranstaltungen werden jeweils für die Ziel- und Altersgruppe zugeschnitten. Das umfasst Bildungsveranstaltungen zu Themen der nachhaltigen Entwicklung, wie beispielsweise fairer Handel, Klimapolitik, Entwicklungszusammenarbeit, Ressourcenschutz, Menschenrechte und Frieden. Zielgruppen sind gemeinnützige Organisationen und Verbände aller Art, Jugendgruppen, Kindergärten, Schulen, Universitäten, Unternehmen und staatliche Einrichtungen. Die Referenten durchlaufen vorab einen Qualifizierungsprozess und müssen zudem mindestens 12 Monate in einem Land des Globalen Südens gelebt und gearbeitet haben. Die Durchführung dieses Qualifizierungsprozesses gehört ebenso zu den Aufgaben von BtE.

#### CHAT der WELTEN
Der CHAT der WELTEN, kurz CdW, kombiniert Globales Lernen mit digitalen Medien. Nach dem Motto „miteinander statt übereinander reden“ tauschen sich beim CHAT der WELTEN Schulklassen in Deutschland mittels onlinebasierter Kommunikation mit Menschen in Asien, Afrika und Lateinamerika aus und entwickeln so ein Verständnis für ihre Rolle in einer globalisierten Welt. Begleitet werden sie dabei von qualifizierten CHAT der WELTEN-Referentinnen.

#### Junges Engagement
Das Junge Engagement, kurz JE, unterstützt Rückkehrende aus entwicklungspolitischen Freiwilligendiensten (z. B. weltwärts) in ihrem Engagement rund um das Globale Lernen. Das Angebot umfasst die Beratung, Vernetzung und Weiterbildung von Freiwilligen sowie eine Teilfinanzierung gemeinnütziger Aktionen, Projekte und Kampagnen. Die entwicklungspolitischen Bildungsaktionen von zurückgekehrten Freiwilligen des Jungen Engagements schaffen Bewusstsein für globale Zusammenhänge in der Gesellschaft, bewegen Menschen zum Umdenken und regen zum Handeln für eine gerechtere und nachhaltigere Welt an.

### Durchführung
BtE ist dezentral organisiert und wird bundesweit von insgesamt zehn Trägerorganisationen durchgeführt. Interessierte aus Erwachsenenbildung, Jugendarbeit und Schule finden ihre Ansprechpersonen für Beratung und Unterstützung in der Regionalen Bildungsstelle ihres jeweiligen Bundeslandes. Das Gesamtprogramm wird von Engagement Global in Bonn koordiniert. Insgesamt wurden im Jahr 2019 6790 Bildungsveranstaltungen von über 500 Referenten im Rahmen von Bildung trifft Entwicklung durchgeführt.
Die regionalen Zuständigkeiten der einzelnen Bildungsstellen sind in der folgenden Tabelle aufgelistet:
| Zuständigkeitsgebiet                                                               | Sitz                 | Regionale Bildungsstellen                                                                                 | Programmlinien  |
| Baden-Württemberg                                                                  | Reutlingen           | Entwicklungspädagogisches Informationszentrum Reutlingen im Arbeitskreis Eine Welt e.V. (EPiZ Reutlingen) | BtE, CdW und JE |
| Bayern                                                                             | Augsburg             | Eine Welt Netzwerk Bayern e.V.                                                                            | BtE und JE      |
| Berlin, Brandenburg                                                                | Berlin               | Engagement Global gGmbH/Schulprogramm Berlin                                                              | BtE und JE      |
| Brandenburg                                                                        | Potsdam              | Regionale Arbeitsstellen für Bildung, Integration und Demokratie e.V.                                     | CdW und TP1     |
| Bundeskoordination Rheinland-Pfalz, Saarland, Südhessen und Mecklenburg-Vorpommern | Bonn                 | Engagement Global gGmbH                                                                                   | BtE und JE      |
| Niedersachsen, Bremen, Hamburg, Nord- & Mittelhessen                               | Göttingen            | Institut für angewandte Kulturforschung e.V.                                                              | BtE und JE      |
| Nordrhein-Westfalen                                                                | Münster & Düsseldorf | Eine Welt Netz NRW e.V.                                                                                   | BtE, CdW und JE |
| Saarland                                                                           | Saarbrücken          | Netzwerk Entwicklungspolitik im Saarland e.V.                                                             | CdW             |
| Schleswig-Holstein                                                                 | Kiel                 | Bündnis Eine Welt Schleswig-Holstein e.V.                                                                 | BtE und JE      |
| Thüringen, Sachsen, Sachsen-Anhalt                                                 | Jena                 | Eine Welt Netzwerk Thüringen e.V.                                                                         | BtE, CdW und JE |

### Finanzierung
Das Programm wird vom bundeseigenen gemeinnützigen Unternehmen Engagement Global mit Mitteln des Bundesministeriums für wirtschaftliche Zusammenarbeit und Entwicklung finanziert.